# Netelia pengalengana
Netelia pengalengana är en stekelart som först beskrevs av Günther Enderlein 1912.  Netelia pengalengana ingår i släktet Netelia och familjen brokparasitsteklar. Inga underarter finns listade i Catalogue of Life.